# Cédric Si Mohamed
Cédric Si Mohamed (Roanne, 9 januari 1985) is een Algerijns voetballer die speelt als doelman. In juli 2021 verruilde hij Bordj Bou Arreridj voor FC Saint-Cyr. Si Mohamed maakte in 2012 zijn debuut in het Algerijns voetbalelftal.

## Clubcarrière
Si Mohamed werd geboren in Frankrijk en doorliep de jeugdopleiding van FC Gueugnon. Tussen 2005 en 2009 zwierf de doelman langs diverse Franse clubs, zoals AS Yzeure, Jura Sud Lavans, Vesoul Haute-Saône en FC Montceau. In 2009 verliet hij Frankrijk voor het land waar zijn ouders vandaan kwamen, Algerije, waar hij ging spelen voor JSM Béjaïa. Hij keepte uiteindelijk negentig wedstrijden gedurende vier jaar voor de club en in 2013 liet hij Béjaïa achter zich om te gaan spelen voor CS Constantine. Si Mohamed maakte zijn debuut op 24 augustus 2013, tijdens een 0–0 gelijkspel met CA Bordj Bou Arreridj. In de zomer van 2017 verkaste de doelman naar US Biskra en een jaar later naar CR Belouizdad. Bordj Bou Arreridj werd in juli 2019 zijn nieuwe werkgever. Twee seizoenen later keerde hij terug naar Frankrijk, bij FC Saint-Cyr.

## Interlandcarrière
Si Mohamed maakte zijn debuut in het Algerijns voetbalelftal op 26 mei 2012. Op die dag werd een vriendschappelijke wedstrijd van Niger met 3–0 gewonnen. De doelman mocht van bondscoach Vahid Halilhodžić in de basis starten en hij speelde het gehele duel mee. Op 12 mei 2014 werd bekendgemaakt dat Si Mohamed onderdeel uitmaakte van de Algerijnse voorselectie voor het wereldkampioenschap voetbal 2014 in Brazilië. Hij speelde geen wedstrijden op het eindtoernooi.
| Interlands van Cédric Si Mohamed voor Algerije | Interlands van Cédric Si Mohamed voor Algerije | Interlands van Cédric Si Mohamed voor Algerije | Interlands van Cédric Si Mohamed voor Algerije | Interlands van Cédric Si Mohamed voor Algerije | Interlands van Cédric Si Mohamed voor Algerije |
| №                                              | Datum                                          | Wedstrijd                                      | Uitslag                                        | Competitie                                     | Goals                                          |
| Als speler bij JSM Béjaïa                      | Als speler bij JSM Béjaïa                      | Als speler bij JSM Béjaïa                      | Als speler bij JSM Béjaïa                      | Als speler bij JSM Béjaïa                      | Als speler bij JSM Béjaïa                      |
| ---------------------------------------------- | ---------------------------------------------- | ---------------------------------------------- | ---------------------------------------------- | ---------------------------------------------- | ---------------------------------------------- |
| 1                                              | 26 mei 2012                                    | Algerije – Niger                               | 3 – 0                                          | Vriendschappelijk                              |                                                |